# Cocculus hirsutus
Cocculus hirsutus (L.) W.Theob. – gatunek roślin z rodziny miesięcznikowatych, występujący w Azji i Afryce. 

## Zasięg geograficzny
Rośliny z tego gatunku występują na obszarze od Republiki Południowej Afryki i Angoli przez Sudan, Erytreę i Etiopię do Indii, Mjanmy, Tajlandii i południowych Chin. 

## Morfologia
PokrójPnące krzewinki, często gęsto omszono-filcowate.
LiścieBlaszki liściowe jajowate lub jajowato-podługowate, rzadziej 3-5-wrębne, o nasadzie sercowatej, klinowatej lub ściętej i wierzchołku tępym do kończykowatego, o długości 4–8 (–9) cm i szerokości (2,5–6)-7 cm. Młode liście gęsto filcowate, potem niemal gładkie. Ogonki liściowe o długości 0,5–2,5 cm.
KwiatyRośliny dwupienne lub poligamiczne. Kwiaty jednopłciowe, drobne, zielonkawe, trójkrotne. Kwiaty męskie sześciopręcikowe, o okwiecie podwójnym. Działki kielicha owłosione, położone w dwóch okółkach. Listki zewnętrznego okółka podługowato-lancetowate, o długości 1,5–2 mm i szerokości 0,5–0,8 mm; listki wewnętrznego okółka szeroko jajowate, o wymiarach 1,5–2,5×1,7×2 mm. Płatki korony jajowato-podługowate, o długości 0,5–1,5 mm i szerokości 0,3–6 mm, gęsto owłosione do nagich. Pręciki o długości 0,7–1 mm, o nitkach wolnych i kulistawych pylnikach, otwierających się przez poprzeczne szczeliny. Kwiaty żeńskie pojedyncze lub 2–3 wyrastające na szypułkach z kątów liści, rzadko zebrane w grono, wsparte drobnymi, równowąskimi przysadkami. Owocolistki od 3 do 6, jednozalążkowe, o długości 0,7–1 mm. Szyjki słupka cylindryczne.
OwoceCiemnopurpurowe, bocznie spłaszczone pestkowce o wymiarach 4–8×4–5 mm. Nasiona podkowiaste.

## Biologia i ekologia
SiedliskoBusz i krzewiaste formacje półpustynne, na wysokości do 1200 m, na glebach piaszczystych lub żwirowych.
Cechy fitochemiczneCzęści naziemne tych roślin zawierają około 135 alkaloidów zaliczanych do 13 różnych klas oraz triterpeny.
GenetykaLiczba chromosomów 2n = 38.

## Zastosowanie
Roślina leczniczaRośliny z tego gatunku są wykorzystywane w medycynie tradycyjnej zarówno wewnętrznie jak i zewnętrznie dla celów terapeutycznych. Korzenie tych roślin są gorzkie, stosowane są jako środek przeczyszczający, łagodzący, tonizujący, moczopędny, a także w malarii, bólach stawowych, leczeniu chorób skóry, zaparć i problemów z nerkami. Sok z liści krzepnie w wodzie i tworzy zawiesinę, która jest stosowana zewnętrznie jako lek chłodzący i kojący, na atopowe zapalenie skóry, wypryski, liszajce i niestrawność. Sok słodzony cukrem stosowany jest w rzeżączce. Wywar z korzenia zmieszany z pieprzem długim jest stosowany w przewlekłych chorobach reumatycznych i wyniszczeniu kiłowym.
Badania naukowe wykazały działanie przeciwcukrzycowe, przeciwzapalne, przeciwgorączkowe, przeciwbakteryjne, kardiotoniczne, moczopędne, przeczyszczające, stymulujące odporność i plemnikotwórcze ekstraktów z tej rośliny.